# Cronenmühle
Cronenmühle, teils auch Grüner Mühle genannt, war eine Ortslage in der bergischen Großstadt Solingen. Sie ging auf eine dort befindliche Wassermühle zurück, die durch einen Unglücksfall im Jahre 1911 zerstört wurde.

## Lage und Beschreibung
Der heute wüst gefallene Ort Cronenmühle befindet sich im äußersten Westen des Stadtbezirks Burg/Höhscheid unmittelbar an der Grenze zum Stadtteil Merscheid. Die Wüstung liegt im Nacker Bachtal, das sich zwischen den beiden auf Höhenrücken verlaufenden Straßen Löhdorfer Straße und Hossenhauser Straße befindet. Die Wüstung der Mühle befindet sich am Ufer des Nacker Bachs ungefähr an der Stelle entlang der Straße Nester Kotten, an der eine kleine Fußgängerbrücke den Bach quert. Dort führt ein Wanderweg vorbei, Reste der Mühle sind hingegen nicht erkennbar.
Benachbarte Orte sind bzw. waren (von Nord nach West): Montanushof, Nester Kotten, Schaafenmühle, Oben-, Mittel- und Untenkatternberg, Nacker Küllenberg, Straßen und Klein-Heipertz.

## Geschichte
Es handelte sich bei der Cronenmühle um eine Getreidemühle, die im Jahre 1781 am Ufer des Nacker Bachs errichtet wurde. Sie wurde in den Ortsregistern der Honschaft Katternberg innerhalb des Amtes Solingen geführt. Die Topographische Aufnahme der Rheinlande von 1824 verzeichnet die Mühle als Kronenm. In der Preußischen Uraufnahme von 1844 ist die Mühle nur unbenannt verzeichnet. In der Karte vom Kreise Solingen aus dem Jahr 1875 des Solinger Landmessers C. Larsch ist der Ort als Kronenmühle verzeichnet. Die Preußische Neuaufnahme von 1892 verzeichnet den Ort als Grüner-M.
Der Ort gehörte nach Gründung der Mairien und späteren Bürgermeistereien zur Bürgermeisterei Höhscheid, die im Jahre 1856 das Stadtrecht erhielt, und lag dort in der Flur I. Katternberg. 
Die Mühle brannte im Jahre 1911 durch einen tragischen Unglücksfall vollständig ab. Das Mühlgebäude wurde nicht wieder aufgebaut und der Ort fiel brach. Die von der Mühle abgeleiteten Ortsbezeichnungen Kronenmühle bzw. Cronenmühle haben sich im Solinger Stadtplan nicht erhalten.